# Iezer (okręg Vaslui)
Iezer – wieś w Rumunii, w okręgu Vaslui, w gminie Puiești. W 2011 roku liczyła 272 mieszkańców.